# Приключения Гека Финна
О других значениях см. Приключения Гекльберри Финна (значения).
«Приключения Гека Финна» (англ. The Adventures of Huck Finn) — американская детская кинокомедия 1993 года, по повести Марка Твена «Приключения Гекльберри Финна» (1884).

## Сюжет
США, середина 1840-х годов. Гек Финн, сын местного забулдыги, сбегает из дома и отправляется на плоту вниз по Миссисипи вместе с беглым рабом Джимом. По пути им встречается множество колоритных персонажей, главными из которых являются два мошенника «Граф» и «Король», и отважная девочка Сьюзан Уилкс. В пути Джим меняет расистские взгляды Гека, которые вбивали в мальчика с рождения.

## В ролях
- Элайджа Вуд — Гекльберри Финн
- Кортни Б. Вэнс — Джим
- Джейсон Робардс — «Король»
- Робби Колтрейн — «Граф»
- Рон Перлман — папаша Финн
- Дана Айви — вдова Дуглас
- Мэри Луиза Уилсон — мисс Уотсон
- Энн Хеч — Мэри Джейн Уилкс
- Джеймс Гэммон — Хайнс
- Пакстон Уайтхед[англ.] — Харви Уилкс
- Том Элдредж[англ.] — доктор Робинсон
- Рене О’Коннор — Джулия Уилкс
- Лора Белл Банди — Сьюзан Уилкс
- Кёртис Армстронг[англ.] — Джейк
- Фрэнсис Конрой
- Дэнни Тамберелли[англ.] — Бен Роджерс
- Гаритт Рэтклифф Хенсон[англ.] — Билли Грэнджерфорд

## Премьерный показ в разных странах
- США — 2 апреля 1993
- Германия — 1 июля 1993
- Финляндия — 23 июля 1993
- Португалия, Испания — 6 августа 1993
- Австралия — 6 января 1994
- Швеция — 11 марта 1994
- Венгрия — 21 апреля 1994 (выход на видео)
- Великобритания — 27 мая 1994
- Франция — 22 июня 1994